# (3938) Chapront
(3938) Chapront est un astéroïde de la ceinture principale découvert le 2 août 1949 par l'astronome allemand Karl Wilhelm Reinmuth. Le lieu de découverte est Heidelberg (024). Sa désignation provisoire était 1949 PL.